# Orthocladius chilensis
Orthocladius chilensis är en tvåvingeart som beskrevs av Jean-Jacques Kieffer 1906. Orthocladius chilensis ingår i släktet Orthocladius och familjen fjädermyggor. Inga underarter finns listade i Catalogue of Life.